# Roszczenia terytorialne na Antarktydzie

Mapa polityczna Antarktydy z zaznaczonymi roszczeniami terytorialnymi

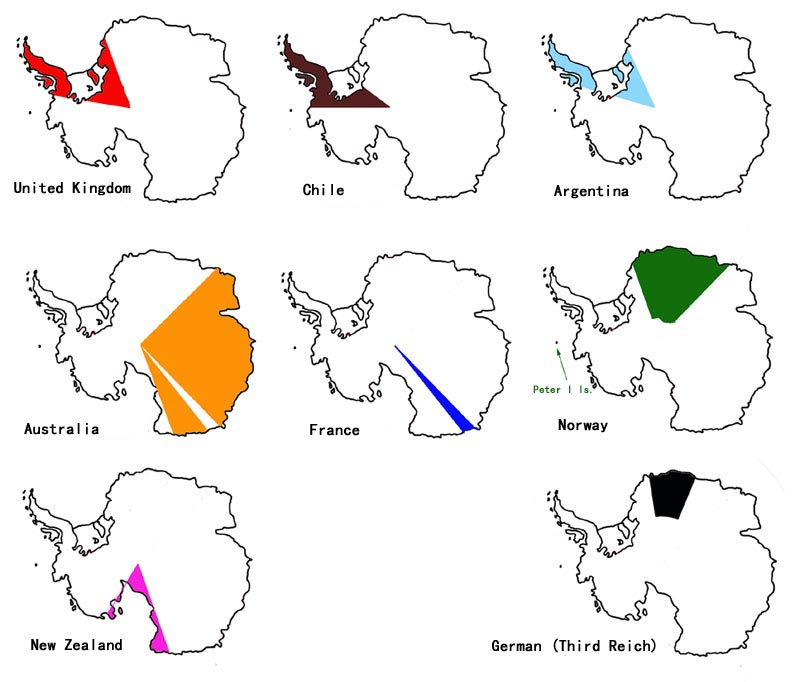
Roszczenia terytorialne poszczególnych państw

Na mocy art. 4 Traktatu Antarktycznego, który wszedł w życie w 1961 r., żadne z państw nie może zgłaszać w czasie obowiązywania traktatu roszczeń terytorialnych do obszarów znajdujących się na południe od 60°S. Jednak roszczenia, które zostały zgłoszone przed wejściem w życie traktatu nie zostały nim ani anulowane, ani negowane – przed wejściem postanowień Traktatu w życie roszczenia do fragmentów Antarktydy i wysp przyległych zgłosiło 7 państw: Argentyna, Australia, Chile, Francja, Norwegia, Nowa Zelandia i Wielka Brytania (z 12 państw założycielskich).
Traktat zawarty został bezterminowo, lecz zgodnie z art. 12 w każdej chwili może zostać zmieniony za jednomyślną zgodą stron pełnoprawnych. Po 30 latach obowiązywania (czyli od 1991 r.) możliwe jest zwołanie konferencji tych stron mogącej wprowadzić zmiany większością głosów, dotychczas zmiany takie nie nastąpiły.
Większość z omawianych terytoriów to sektory Antarktydy wyznaczone przez południki, tworzące wycinek koła ciągnący się od bieguna południowego aż po 60° szerokości geograficznej południowej. Wyjątek stanowi terytorium Norwegii, która w 1930 r. zdefiniowała tylko wschodnie i zachodnie granice swojego obszaru roszczeń (południowa i północna granica nie zostały zdefiniowane). Norwegia rości także sobie prawo do innego terytorium antarktycznego, niewielkiej Wyspy Piotra I. Roszczenia terytorialne Chile, Argentyny i Wielkiej Brytanii częściowo się nakładają.
W latach 1939–1945 III Rzesza rościła sobie prawa do części terytorium Ziemi Królowej Maud, zwanego Nową Szwabią.

## Roszczenia terytorialne
| Flaga                                                                | Terytorium                                                           | Państwo                                                              | Południki                                        | Rok  |
| -------------------------------------------------------------------- | -------------------------------------------------------------------- | -------------------------------------------------------------------- | ------------------------------------------------ | ---- |
| Francuskie Terytoria Południowe i Antarktyczne                       | Wybrzeże Adeli                                                       | Francja                                                              | od 142°02′E do 136°11′E                          | 1924 |
|                                                                      | Antarktyda Argentyńska                                               | Argentyna                                                            | od 25°W do 74°W                                  | 1943 |
| Australia                                                            | Australijskie Terytorium Antarktyczne                                | Australia                                                            | od 160°E do 142°02′E oraz od 136°11′E do 44°38′E | 1933 |
|                                                                      | Chilijskie Terytorium Antarktyczne                                   | Chile                                                                | od 53°W do 90°W                                  | 1940 |
| Brytyjskie Terytorium Antarktyczne                                   | Brytyjskie Terytorium Antarktyczne                                   | Wielka Brytania                                                      | od 20°W do 80°W                                  | 1908 |
| Norwegia                                                             | Ziemia Królowej Maud                                                 | Norwegia                                                             | od 44°38′E do 20°W                               | 1939 |
| Norwegia                                                             | Wyspa Piotra I                                                       | Norwegia                                                             | 68°50′S 90°35′W/-68,833333 -90,583333            | 1929 |
| Nowa Zelandia                                                        | Dependencja Rossa                                                    | Nowa Zelandia                                                        | od 150°W do 160°E                                | 1923 |
| brak roszczeń (wycinek pomiędzy roszczeniami Chile i Nowej Zelandii) | brak roszczeń (wycinek pomiędzy roszczeniami Chile i Nowej Zelandii) | brak roszczeń (wycinek pomiędzy roszczeniami Chile i Nowej Zelandii) | od 90°W do 150°W (poza Wyspą Piotra I)           |      |

## Historyczne roszczenia
| Flaga | Terytorium   | Państwo    | Południki    | Rok       |
| ----- | ------------ | ---------- | ------------ | --------- |
|       | Nowa Szwabia | III Rzesza | od 20°E 10°W | 1939–1945 |

## Możliwe roszczenia
Zgodnie z postanowieniami układu podpisanego 30 kwietnia 1991 r. w Madrycie, rozszerzającego zawieszenie roszczeń terytorialnych do 2041 r., po tym czasie roszczenia do terytorium Antarktydy mogą zgłaszać:
- państwa zgłaszające roszczenia terytorialne przed 1959 r. (Argentyna, Australia, Chile, Francja, Norwegia, Nowa Zelandia i Wielka Brytania)
- państwa – pierwotni sygnatariusze Traktatu Antarktycznego (Belgia, Japonia, Południowa Afryka, Rosja, Stany Zjednoczone)
- państwa będące stronami konsultatywnymi traktatu w 1991 r. (Brazylia, Chiny, Ekwador, Finlandia, Hiszpania, Holandia, Indie, Korea Południowa, Niemcy, Peru, Polska[5], Szwecja, Urugwaj, Włochy)